# Agave acklinicola
Agave acklinicola ist eine Pflanzenart aus der Gattung der Agaven (Agave). Das Artepitheton acklinicola leitet sich vom lateinischen Wort -cola für ‚bewohnend‘ ab und verweist auf das Vorkommen der Art auf der Acklin-Insel.

## Beschreibung

### Vegetative Merkmale
Agave acklinicola wächst mit einzelnen Rosetten. Die trüb gräulichen, ziemlich schmal lanzettlichen Laubblätter sind konkav und gelegentlich etwas rinnig. Ihre Blattspreite ist bis zu 300 Zentimeter lang und 15 Zentimeter breit. Am Blattrand befinden sich 1 bis 1,5 Millimeter lange Randzähne, die 5 bis 10 Millimeter voneinander entfernt stehen. Die geraden oder leicht gebogenen Randzähne sind dreieckig und ziemlich spitz zulaufend. Sie entspringen oft einem schiefen grünen Vorsprung oder besitzen eine linsenförmige Basis. Der rotbraune, glänzende, herablaufende Enddorn vergraut. Er ist konisch und etwas bogig zurückgebogen. Bis zur Mitte oder darüber hinaus sind seine einwärts gerichteten Ränder rinnig. Der Enddorn ist 2 bis 2,5 Zentimeter lang.

### Generative Merkmale
Über den Blütenstand, die Blüten, Bulbillen sowie die Früchte und Samen ist nichts bekannt.

## Systematik und Verbreitung
Agave acklinicola ist auf den Bahamas auf der Acklin-Insel verbreitet.
Die Erstbeschreibung durch William Trelease wurde 1913 veröffentlicht.

## Nachweise